# بيرفكت دارك (لعبة فيديو قادمة)
بيرفكت دارك (بالإنجليزية: Perfect Dark) هي لعبة فيديو قادمة من تطوير شركة ذا إنيشياتيف وكرستال دينامكس ونشر إكس بوكس غيم ستوديوز، من المقرر أن تصدر اللعبة حصرياً على مايكروسوفت ويندوز وإكس بوكس سيريس إكس وسيريس إس.